# Agrotis arenosa
Agrotis arenosa là một loài bướm đêm trong họ Noctuidae.